# Полторацкий, Виктор Васильевич
Виктор Васильевич Полтора́цкий (настоящая фамилия — Погостин; 1907—1982) — русский советский писатель, поэт и журналист, специальный корреспондент. Лауреат Сталинской премии третьей степени (1952).

## Биография
Родился в семье машиниста железной дороги 18 апреля (1 мая) 1907 года в Ашхабаде (ныне Туркменистан), где его отец в то время проходил службу. Впоследствии писатель взял себе псевдоним по названию города Ашхабада в 1919—1927 годах — Полторацк. В 1910 году семья возвращается в город Гусь-Хрустальный, где и прошли его детство и юность. В 1921 году В. В. Полторацкий окончил школу и до 1927 года работал в паровозном депо. В 1927 году поступил на рабфак, а затем и на литературный факультет Ярославского педагогического института, который окончил в 1933 году.
В 1933—1939 годах работал в газете «Рабочий край» и журнале «Пламя» в городе Иваново. В 1939—1941 годах был ответственным секретарём Ивановского областного отделения СП СССР. В годы Великой Отечественной войны служил в РККА, был специальным корреспондентом газеты «Известия», где затем работал очеркистом. Часто бывал в заграничных командировках, где находил материал для своих очерков. С 1956 года работал главным редактором литературно-художественного альманаха «Наш современник», в 1958—1961 годах — газеты «Литература и жизнь». С 1965 года работал редактором литературного отдела газеты «Известия».
Умер 9 мая 1982 года. Похоронен в Москве на Кунцевском кладбище.

## Творчество
Основные мотивы творчества автора — пафос созидания, красота родной земли, труд советского человека, лирическое изображение природы. Значительное место в творчестве уделено родным Мещёрской стороне и Владимирскому ополью.

### сборники стихов
- «Слово посёлку» (1928)
- «Строительный сезон» (1931)
- «Единый фронт» (1934)
- «Тёплый ветер» (1937)
- «Под небом родины» (1938)
- «Живопись» (1940)
- «Вишня цветёт» (1959)
- «Времена года» (1961)
- «Река жизни» (1963)
- «Разноцветье» (1965)
- «Адрес любви» (1966)
- «Слова бывают разные» (1980)
- «Стружань». Избранные стихотворения. (МХЛ,1970) [361 стр, тирах 2 500 экз, формат 120×100 мм, тв.переплёт, Заказ № 425]

### сборники рассказов
- «Наши девушки»
- «Лето»
- «Пути-дороги»
- «В дороге и дома»
- «В действующей армии. Из записок военного корреспондента» (1973)

### книги прозы
- «Родные края» (1955)
- «Киношники»
- «Родники»
- «Зелёная ветка» (1961)
- «Человек и земля» (1963)
- «Дорога в Суздаль. Книга о любимой земле» (1971)
- «Рамонь»

### повести
- «Профиль пути» (1964)
- «Жизнь Акима Горшкова» (1965).

## Награды и премии
- Сталинская премия третьей степени (1952) — за книгу очерков «В дороге и дома» (1951) и очерки 1951 года.
- орден Красного Знамени (15.5.1944)
- орден Отечественной войны I степени (30.8.1945)
- орден Трудового Красного Знамени (13.3.1967)
- медали